# Lac Niñacocha
Le lac Niñacocha est un lac au Pérou situé dans la région de Huánuco, province de Lauricocha, district de Queropalca. Le lac Niñacocha est situé au nord de la cordillère Huayhuash, à l'est de Ninashanca et Rondoy et au sud-ouest du lac Mitococha ("lac de boue"). 